# Nea Salamis Famagusta FC
Nea Salamis Famagusta FC eller Nea Salamina Famagusta FC (Grekiska: Νέα Σαλαμίνα Αμμοχώστου) är en proffsfotbollsklubb från Ammochostos (även känt vid det romaniserade namnet Famagusta), Cypern. Den har varit en flyktingklubb sedan 1974, då Turkiet ockuperade den norra delen av ön. Klubben är temporärt baserad i Larnaca.
Nea Salaminas mest framstående prestationer är segrarna i Cypriotiska Cupen och Cypriotiska Supercupen 1990. Dess högsta placering i Cyperns förstadivision är tredje plats. Under dess första fem år (1948-1953) deltog laget i Cyperns amatörfotbollsfederations mästerskap. 1953 anslöt sig klubben till Cyperns fotbollsförbund och deltog regelbundet i förbundets mästerskap. Det har spelat mer än 50 säsonger i Cyperns förstadivision, vilket rankar klubben på sjunde plats i den kategorin.
Laget deltog första gången i en europeisk tävling 1990 i Europeiska cupvinnarcupen i fotboll, och spelade i 1995, 1997 och 2000 års Intertotocupen. Laget är en del av Nea Salamina Famagusta sportklubb som bildades 1948. Huvudklubben har även ett herrlag i volleyboll.

## Placering tidigare säsonger
| Säsong  | Nivå | Liga            | Pos. | Referens | Notering                               |
| ------- | ---- | --------------- | ---- | -------- | -------------------------------------- |
| 2008/09 | 2    | Second Division | 3    | [ 1 ]    | Uppflyttad till Cypriot First Division |
| 2009/10 | 1    | First Division  | 13   | [ 2 ]    | Nedflyttad till Second Division        |
| 2010/11 | 2    | Second Division | 2    | [ 3 ]    | Uppflyttad till Cypriot First Division |
| 2011/12 | 1    | First Division  | 7    | [ 4 ]    |                                        |
| 2012/13 | 1    | First Division  | 11   | [ 5 ]    |                                        |
| 2013/14 | 1    | First Division  | 7    | [ 6 ]    |                                        |
| 2014/15 | 1    | First Division  | 9    | [ 7 ]    |                                        |
| 2015/16 | 1    | First Division  | 6    | [ 8 ]    |                                        |
| 2016/17 | 1    | First Division  | 7    | [ 9 ]    |                                        |
| 2017/18 | 1    | First Division  | 7    | [ 10 ]   |                                        |
| 2018/19 | 1    | First Division  | 5    | [ 11 ]   |                                        |
| 2019/20 | 1    | First Division  | p    | [ 12 ]   | pandemin                               |
| 2020/21 | 1    | First Division  | 11   | [ 13 ]   | Nedflyttad till Second Division        |
| 2021/22 | 2    | Second Division | 2    | [ 14 ]   | Uppflyttad till Cypriot First Division |
| 2022/23 | 1    | First Division  | 8    | [ 15 ]   |                                        |